# Rue Edmond-Gondinet
La rue Edmond-Gondinet est une voie située dans le quartier Croulebarbe du 13e arrondissement de Paris, en France.

## Situation et accès

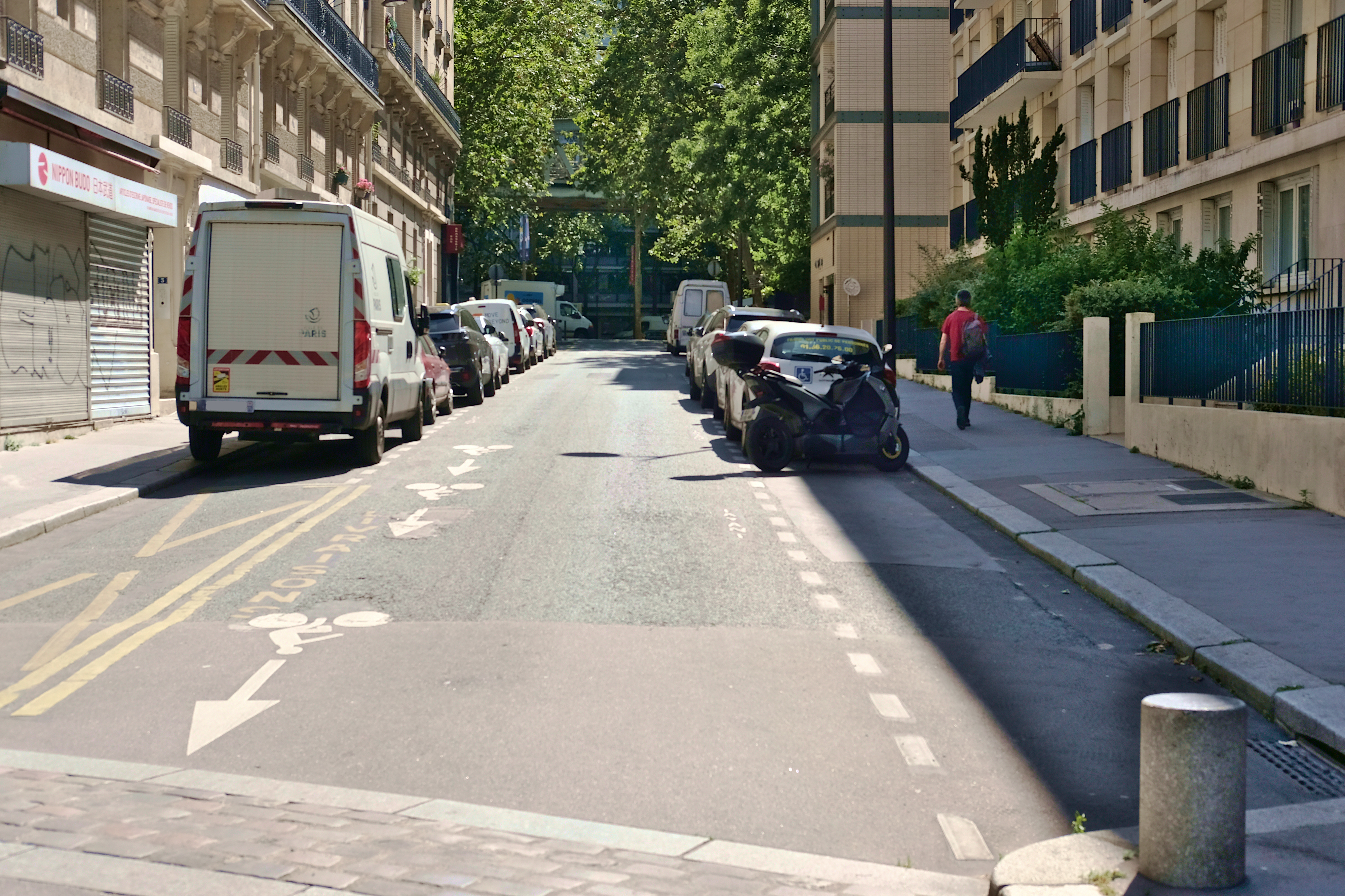
La rue Edmond-Gondinet vue de la rue Corvisart.

La rue Edmond-Gondinet est desservie à proximité par la ligne 6 à la station Corvisart.

## Origine du nom
Elle porte le nom de l'auteur dramatique Edmond Gondinet (1828-1888). 

## Historique
La rue est ouverte en 1898 par la Ville de Paris, lors de la canalisation de la Bièvre dans son parcours parisien, entreprise à partir de 1840, avant que celle-ci soit totalement couverte au XXe siècle. Située dans le prolongement de la rue Croulebarbe, elle prend sa dénomination actuelle par un arrêté du 2 août 1899.

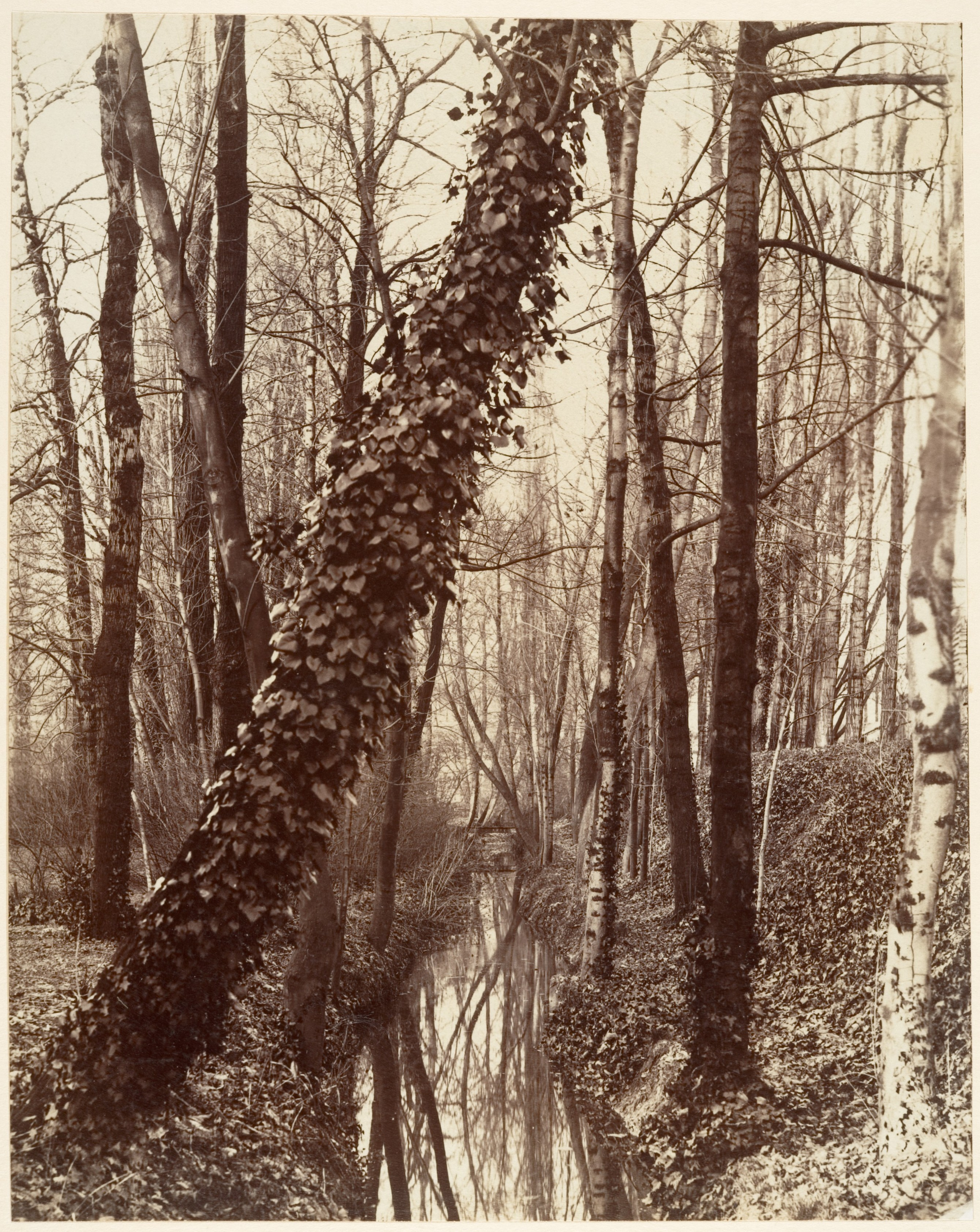
L'emplacement de la rue actuelle constituait un bras vif de la Bièvre à la fin du XIXe siècle (photo d'Eugène Atget vers 1898).

## Bâtiments remarquables et lieux de mémoire

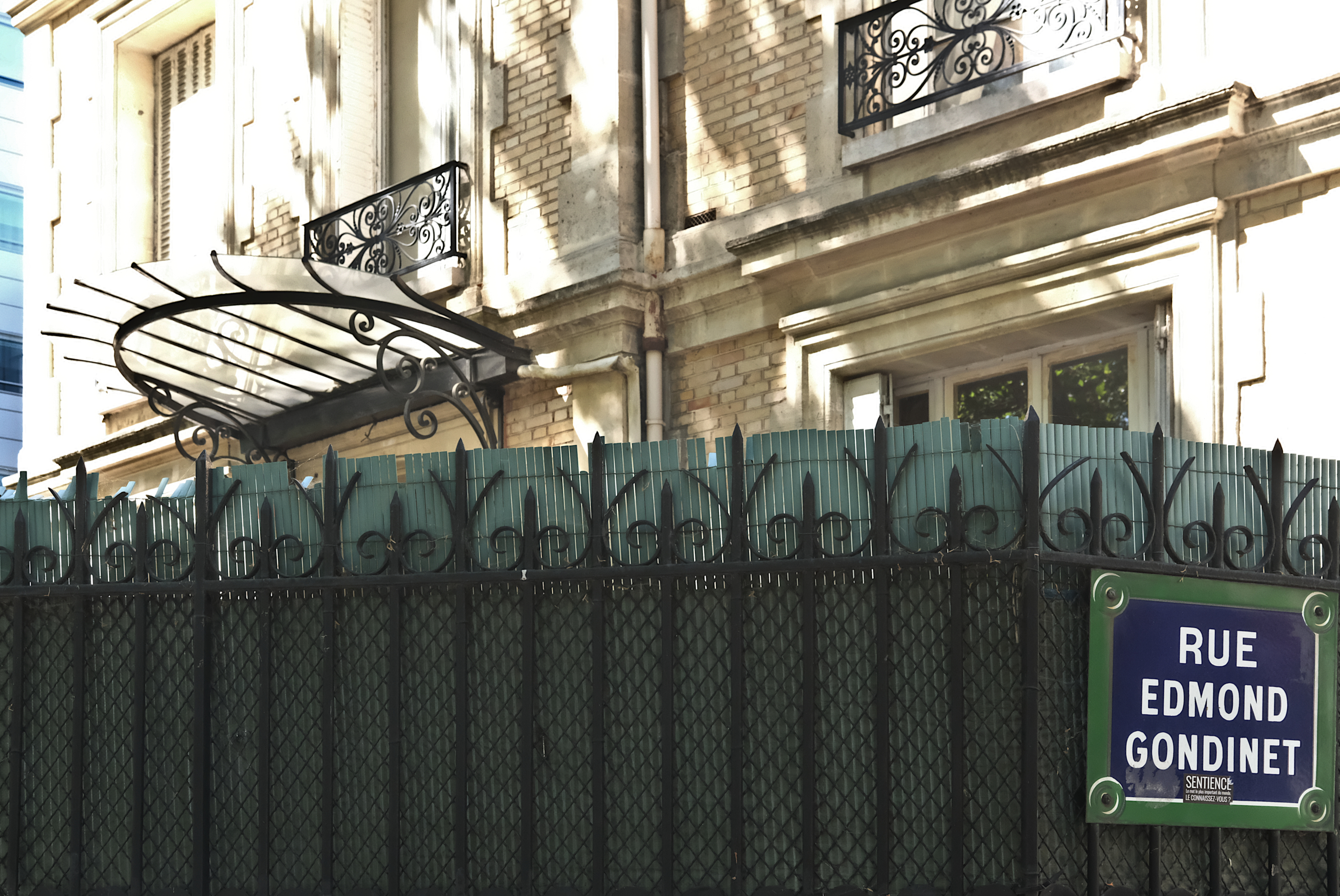
Maison bourgeoise au haut de la rue Edmond-Gondinet.